# Аліс Муандро
Аліс Муандро (фр. Alice Moindrot, 20 серпня 1999) — французька легкоатлетка, бронзова призерка чемпіонату світу 2018 року серед юніорів у стрибках з жердиною.

## Основні міжнародні виступи
| Рік                | Змагання                       | Місто              | Місце              | Дисципліна         | Примітки           |
| Виступи за Франція | Виступи за Франція             | Виступи за Франція | Виступи за Франція | Виступи за Франція | Виступи за Франція |
| ------------------ | ------------------------------ | ------------------ | ------------------ | ------------------ | ------------------ |
| 2017               | Чемпіонат Європи серед юніорів | Гроссето           | 2кв6               | стрибки з жердиною |                    |
| 2018               | Чемпіонат світу серед юніорів  | Тампере            | 3                  | стрибки з жердиною | [ 1 ]              |